# Microgobius erectus
Microgobius erectus är en fiskart som beskrevs av Isaac Ginsburg, 1938. Microgobius erectus ingår i släktet Microgobius och familjen smörbultsfiskar. IUCN kategoriserar arten globalt som livskraftig. Inga underarter finns listade i Catalogue of Life.